# Lacydypina
Lacydypina (łac. lacidipinum) – wielofunkcyjny organiczny związek chemiczny z grupy pirydyn, lek stosowany w leczeniu nadciśnienia tętniczego, o działaniu blokującym wolne kanały wapniowe.

## Mechanizm działania
Lacydypina jest antagonistą kanału wapniowego działającym na wolne kanały wapniowe, którego maksymalny efekt następuje po 30–150 minutach od podania.

## Zastosowanie
- nadciśnienie tętnicze[2]

W 2015 roku lacydypina była dopuszczona do obrotu w Polsce w preparatach prostych.

## Działania niepożądane
Lacydypina może powodować następujące działania niepożądane, występujące ≥1/1000 (bardzo często, często i niezbyt często):
- ból głowy
- zawroty głowy
- kołatanie serca
- tachykardia
- nasilenie istniejącej choroby niedokrwiennej serca
- hipotensja
- omdlenie
- zaczerwienienie twarzy
- nudności
- dyspepsja
- przerost dziąseł
- wielomocz
- osłabienie
- obrzęki obwodowe
- wzrost aktywności fosfatazy alkalicznej